# Sympycnus puerulus
Sympycnus puerulus är en tvåvingeart som beskrevs av Mario Bezzi 1928. Sympycnus puerulus ingår i släktet Sympycnus och familjen styltflugor.
Artens utbredningsområde är Fiji. Inga underarter finns listade i Catalogue of Life.